# Temperatura de autoignição
Temperatura de autoignição, ponto de autoignição, ou ainda simplesmente ponto de ignição, é a temperatura mínima em que ocorre uma combustão, independente de uma fonte de ignição, como uma chama ou faísca, quando o simples contato do combustível (em vapor, por exemplo), em contato com o comburente já é o suficiente para estabelecer a reação.
É variável de extrema importância nos combustíveis usados em motores diesel, em que a explosão se dá apenas pela pressão e temperatura, sem a ação de uma fonte de faísca, mecanismo de desencadear a combustão que é relacionado com o ponto de fulgor.
Percebe-se o que seja o ponto de ignição, mesmo em combustíveis sólidos, facilmente, ao colocar folhas de papel sobre brasas sem chamas, ou ao contato com metal ao rubro, quando o papel entra em combustão imediatamente, sem contato algum com chama.
É de importância nas fenomenologias dos incêndios e seu combate, pois aos cômodos de prédios atingirem o ponto de ignição, móveis e outros materiais combustíveis entram em combustão mesmo sem o contato com as chamas que iniciaram o incêndio. O mesmo se dá com fumaças provenientes da decomposição de plásticos e polímeros de todos os tipos, que inicialmente são produzidas apenas pela temperatura de decomposição destes terem sido alcançada e posteriormente, atingindo o ponto de ignição, entram em combustão. 
É muitas vezes confundido com o  termo em inglês flash point, que significa na verdade o mesmo que Ponto de fulgor.
Ponto de ignição designa na verdade a temperatura a partir da qual a velocidade em que a matéria libera gases é suficiente para que a combustão se mantenha por pelo menos 5 segundos, necessitando porém do contato com uma chama externa para ter início. Usualmente, em linguagem cotidiana, não é feita distinção entre tais termos.